# Galería Príncipe Guillermo V
La Galería Príncipe Guillermo V es una galería de arte en el Buitenhof en La Haya que actualmente comparte una entrada con el museo Gevangenpoort. Es una recreación de la galería original Galerij Prins Willem V, una vez fundada allí por Guillermo V, príncipe de Orange en 1774. Las pinturas expuestas forman parte de la colección de Mauritshuis. Entre las pinturas expuestas se encuentran obras de Peter Paul Rubens, Jan Steen, Paulus Potter y Gerard van Honthorst.

## Historia
Aunque se construyó en 1774, la galería no ha estado abierta continuamente, principalmente porque la colección fue secuestrada por los franceses 20 años después de su apertura y pasaron otros 20 años antes de que se recuperaran la mayoría de las obras. Mientras tanto, se abrió otra galería en la cercana Huis ten Bosch y, sin inmutarse por los acontecimientos, el príncipe Guillermo continuó coleccionando arte para una nueva galería. Después de la recuperación de las obras más importantes en 1815, la gran colección fue reubicada en 1822 en Mauritshuis. La antigua ubicación se mantuvo como archivo. No se volvió a abrir como galería de arte hasta 1977.

### Galería original de 1774
La colección de pinturas de la galería había sido establecida por estadistas anteriores de los Países Bajos, miembros de la Casa de Orange-Nassau . El príncipe Guillermo V heredó la colección familiar cuando solo tenía cuatro años, después de la muerte de su padre. En ese momento, las pinturas se distribuyeron en varias de sus residencias. El príncipe se interesó especialmente por las pinturas e hizo su primera compra cuando tenía quince años. A veces adquiría una colección completa, como la colección de Govert van Slingelandt en 1768. En 1763 dio instrucciones a su pintor de la corte Tethart Haag para que creara un inventario de su extensa colección. Este último también se desempeñó como curador de la colección de pinturas propiedad del estatúder y fue su principal asesor en la compra de pinturas. El príncipe aspiraba a ser visto como un igual a los grandes monarcas de Europa y la posesión de una gran colección de arte se consideraba, en ese momento, un elemento típico de tal estatus. Decidió reunir su colección en un solo lugar, para poder presentarla a sus invitados. Para ello compró dos casas contiguas cerca de su residencia en La Haya, donde tenía previsto la construcción de una galería de arte para su colección. Durante este proceso, Tethart Haag se desempeñó como su principal asesor. En consecuencia, la galería se construyó en 1773-1774, según los deseos del príncipe y bajo la dirección de Tethart Haag. En 1774 se inauguró la galería y, además de los invitados del príncipe, se convirtió en el primer museo de los Países Bajos donde se permitió la visita del público en general. El príncipe nombró a Tethart Haag como el primer director de la galería-museo de arte. En 1795 la colección fue secuestrada por los franceses y guardada en el Louvre como botín de guerra. En virtud de un tratado posterior, se recuperaron muchas pinturas en 1815, pero muchas no, como el retrato de Guillermo III de Orange, ahora en el Museo de Bellas Artes de Lyon.

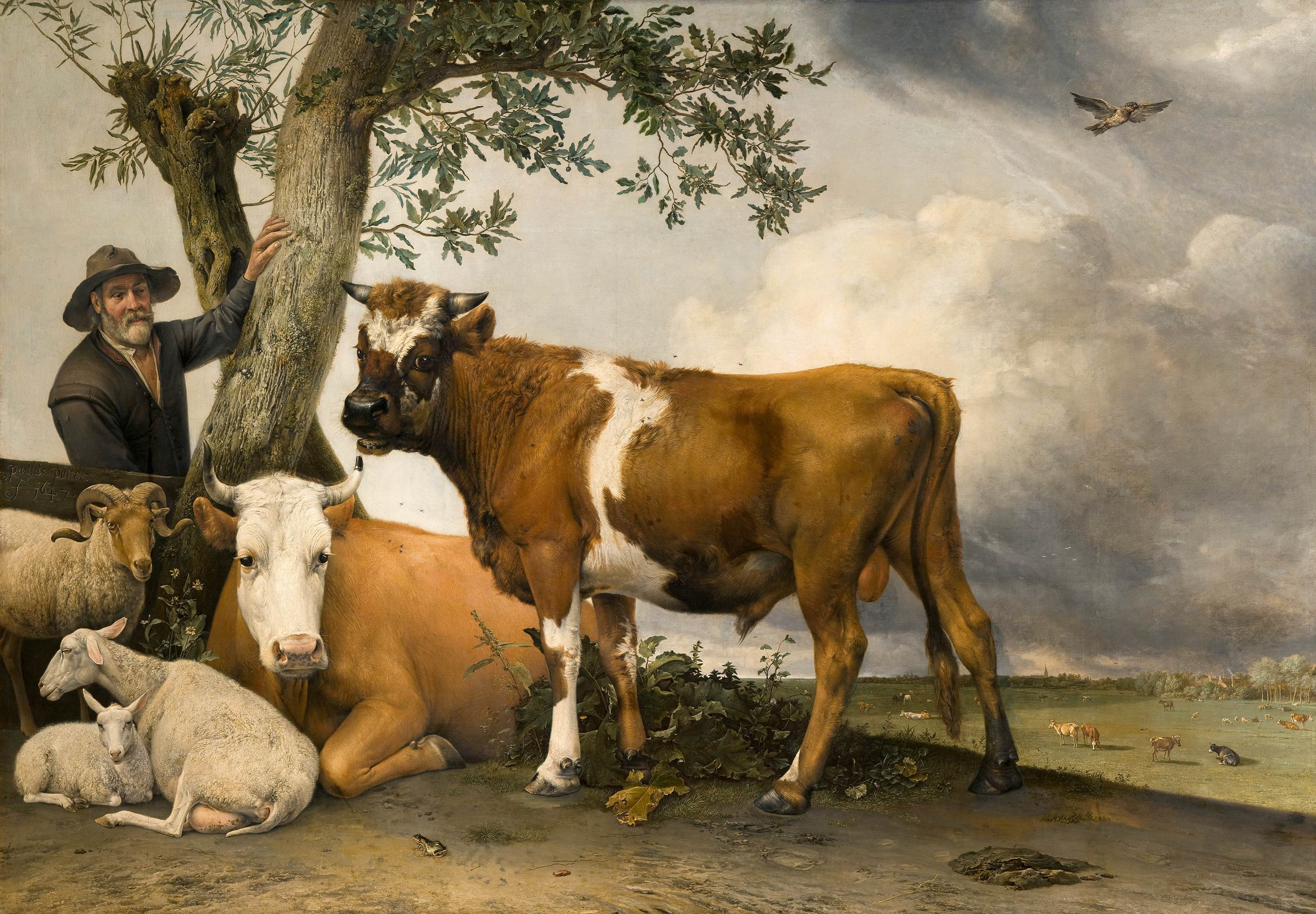
El Toro Joven se exhibió en el Louvre durante 20 años entre Rafael y Tizianos que fueron sacados de Italia como botín de guerra.
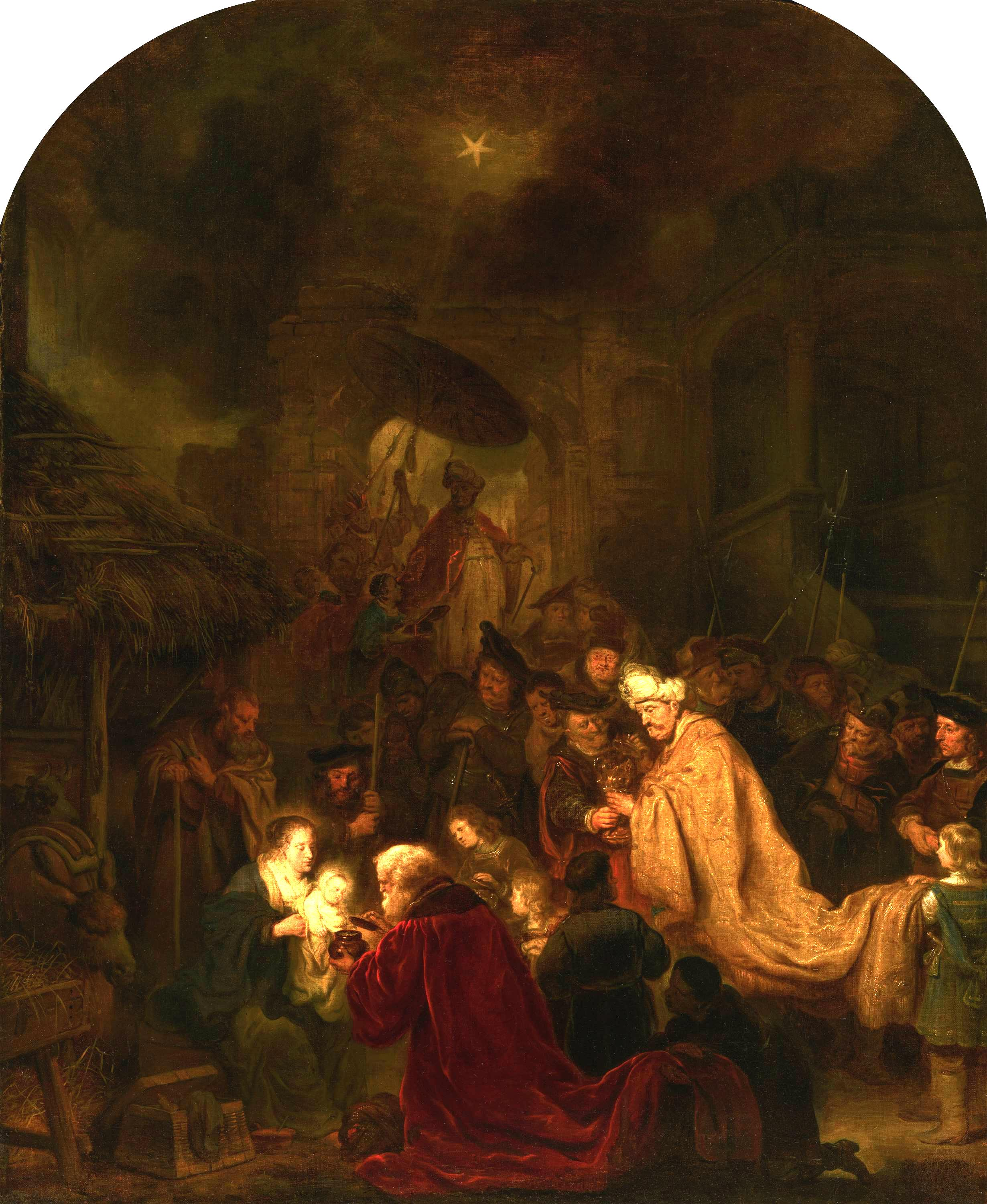
La Adoración de los Magos de Salomon Koninck, fue el primer cuadro que William V, Príncipe de Orange, agregó a la colección existente.
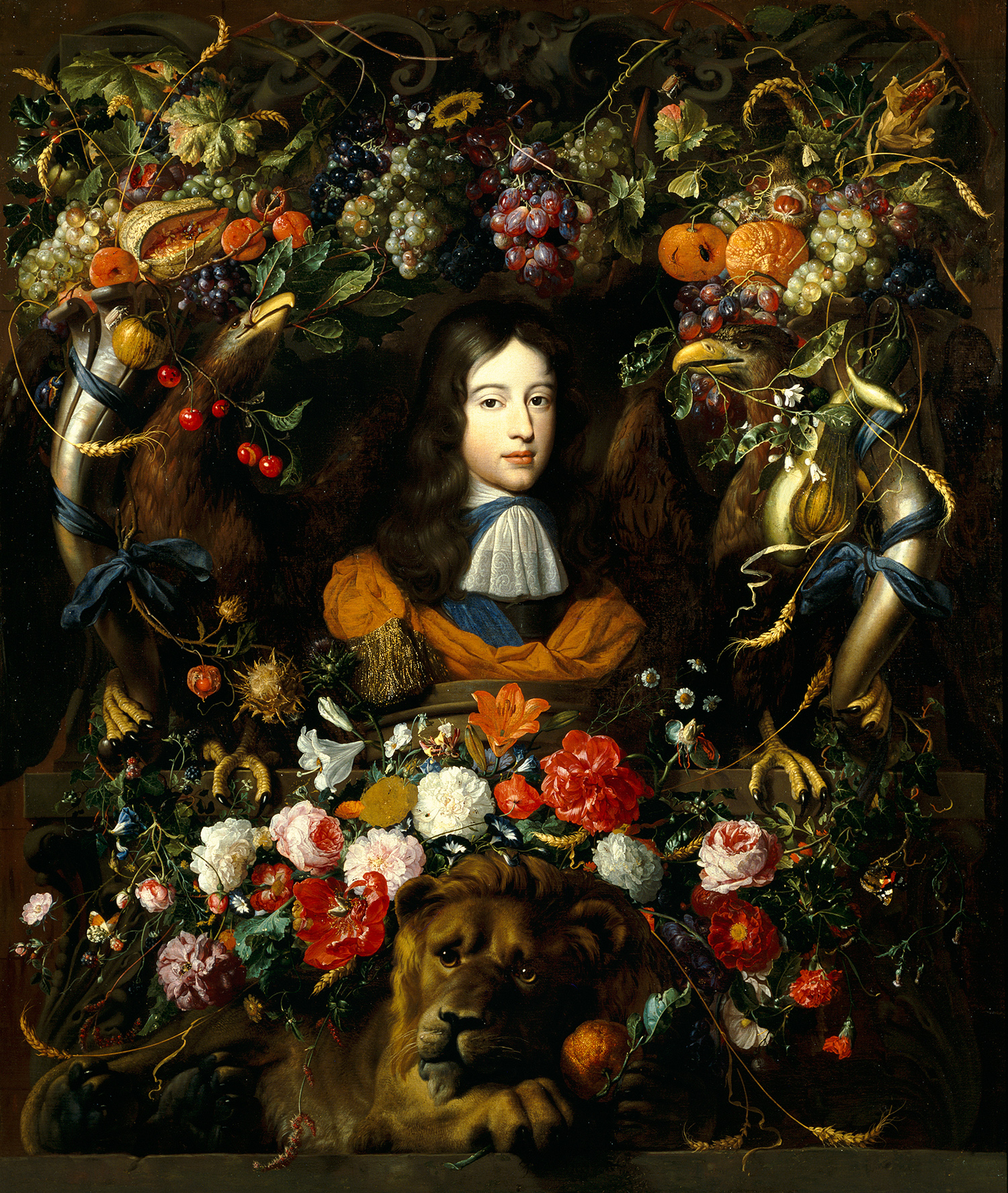
Retrato de Guillermo III de Orange por Jan Davidsz. de Heem, un botín de guerra llevado a Francia en 1795, para nunca ser devuelto.

Algunas de las obras más notables que fueron secuestradas a Francia y luego regresadas son:
| imagen | título                                                                  | pintor                                         | fecha | Mauritshuis #ID |
| ------ | ----------------------------------------------------------------------- | ---------------------------------------------- | ----- | --------------- |
|        | Retrato de Robert Cheeseman                                             | Hans Holbein                                   | 1533  | 276             |
|        | El huerto del Edén con la caída del hombre                              | Peter Paul Rubens <br /> Jan Brueghel el Viejo | 1617  | 253             |
|        | Retrato de Anna Wake (1605-1669)                                        | Anthony van Dyck                               | 1628  | 240             |
|        | Appelles pintura Campaspe                                               | Willem van Haecht                              | 1630  | 266             |
|        | Canto de alabanza de Simeón                                             | Rembrandt                                      | 1631  | 145             |
|        | Susana                                                                  | Rembrandt                                      | 1636  | 147             |
|        | La fiesta de los dioses en la boda de Peleo y Tetis                     | Abraham Bloemaert                              | 1638  | 17              |
|        | Coro de la Nieuwe Kerk en Delft con la tumba de Guillermo el Silencioso | Gerard Houckgeest                              | 1651  | 57              |
|        | Retrato alegórico de la familia Steyn como escenario de Diógenes        | Caesar van Everdingen                          | 1652  | 39              |
|        | La joven madre                                                          | Gerrit Dou                                     | 1658  | 32              |
|        | Barcos en un mar en calma                                               | Willem van de Velde el Joven                   | 1658  | 200             |
|        | Campesinos en una posada                                                | Adriaen van Ostade                             | 1662  | 128             |
|        | Una mujer escribiendo música                                            | Gabriël Metsu                                  | 1663  | 94              |
|        | Flor Naturaleza muerta con reloj                                        | Willem van Aelst                               | 1663  | 2               |
|        | Escena de la playa                                                      | Adriaen van de Velde                           | 1665  | 198             |
|        | Autorretrato 1669                                                       | Rembrandt                                      | 1669  | 840             |

## Galería moderna
Desde 2010, los visitantes del museo pueden ver la galería de arte restaurada a la que se puede llegar a través de una escalera especial que conecta los dos edificios. La colección que cuelga aquí es una reconstrucción moderna del gabinete de arte original de 1774 que estaba situado arriba sobre una escuela de esgrima. Las pinturas, tomadas de varias colecciones, cuelgan apiñadas en las paredes al estilo de finales del siglo XVIII. Se hace un esfuerzo por crear una impresión de la galería original, en lugar de una precisión histórica en la elección de dónde cuelgan específicamente las pinturas. Las antiguas piezas principales de la galería, como Potter's Young Bull, se cuelgan en otros lugares, y la galería en sí experimentó varios cambios en el formato de exhibición después de que reabrió en 1815. Las compras realizadas para reemplazar pinturas perdidas hicieron crecer la colección, de modo que en 1822 la colección (entonces llamada Koninklijk Kabinet van Schilderijen te 's-Gravenhage ) se trasladó a la Galería Real de Imágenes Mauritshuis, que sigue siendo el propietario formal de las pinturas expuestas. La ubicación se usó como archivo hasta que se reabrió en 1977, pero se cerró nuevamente debido a que se sometió a trabajos de restauración en 1993-1994 y en 2009.

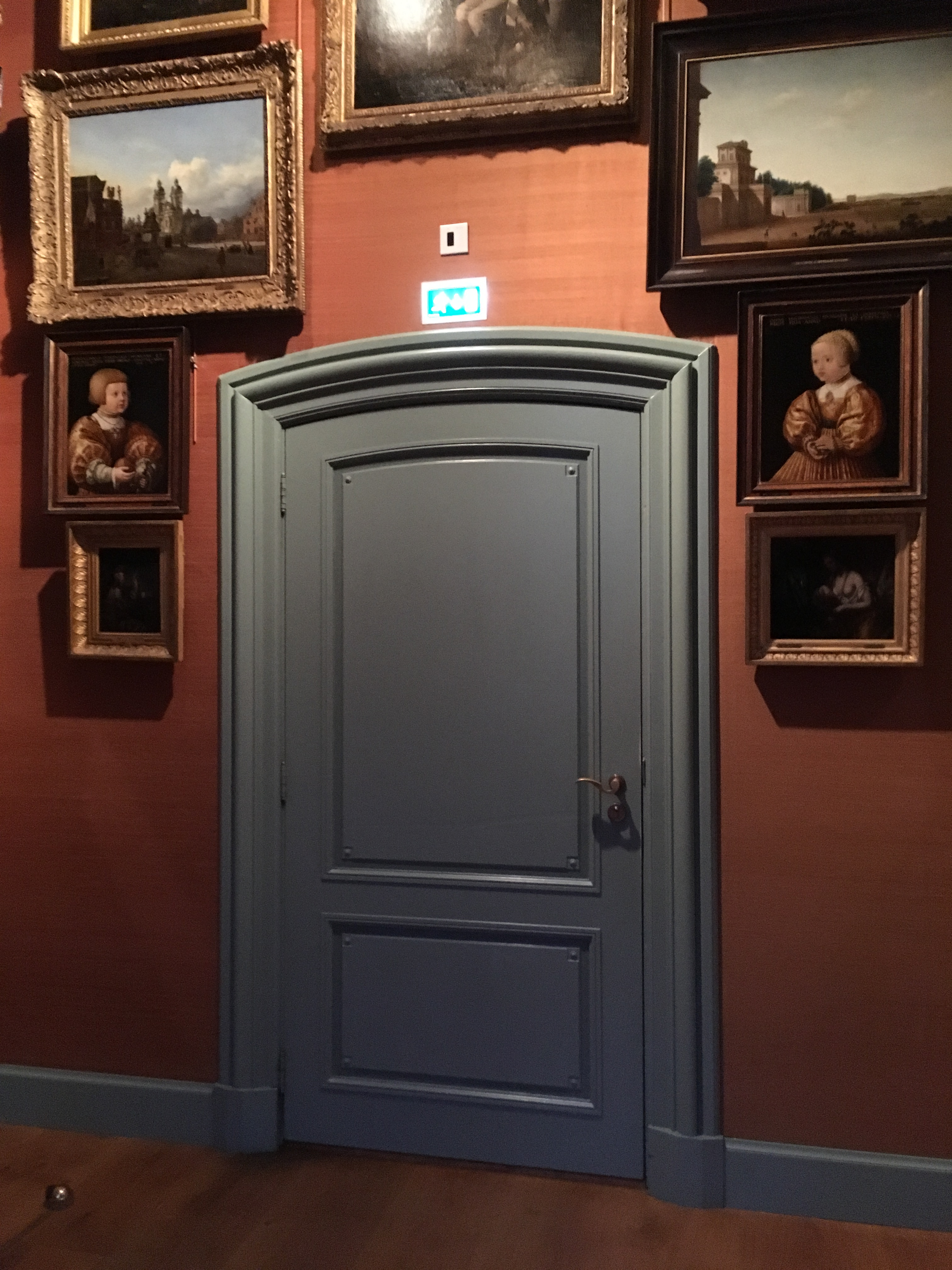
Entrada por la antesala
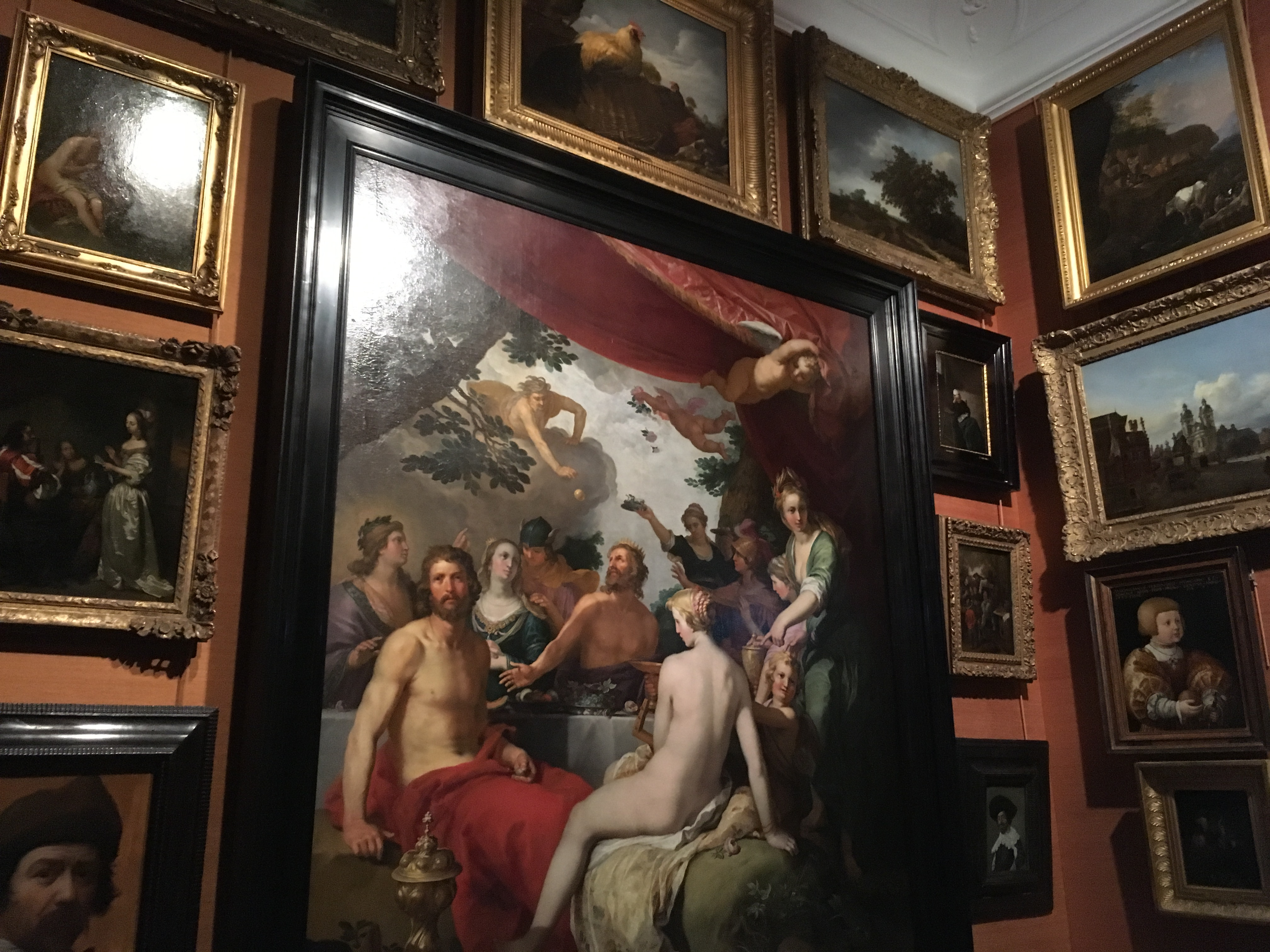
Exhibición de pinturas al estilo del siglo XVIII.
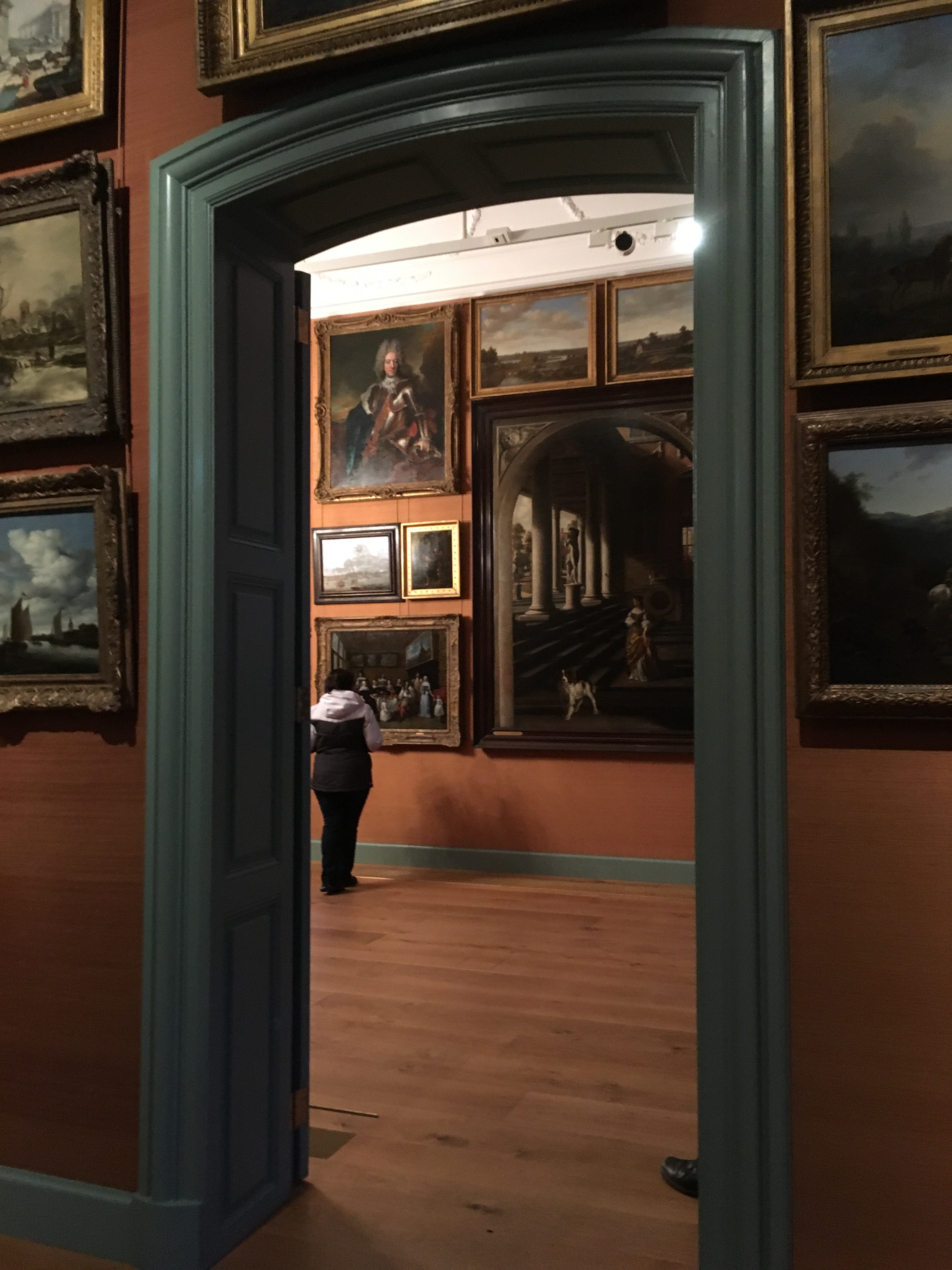
Entrada al salón de la galería
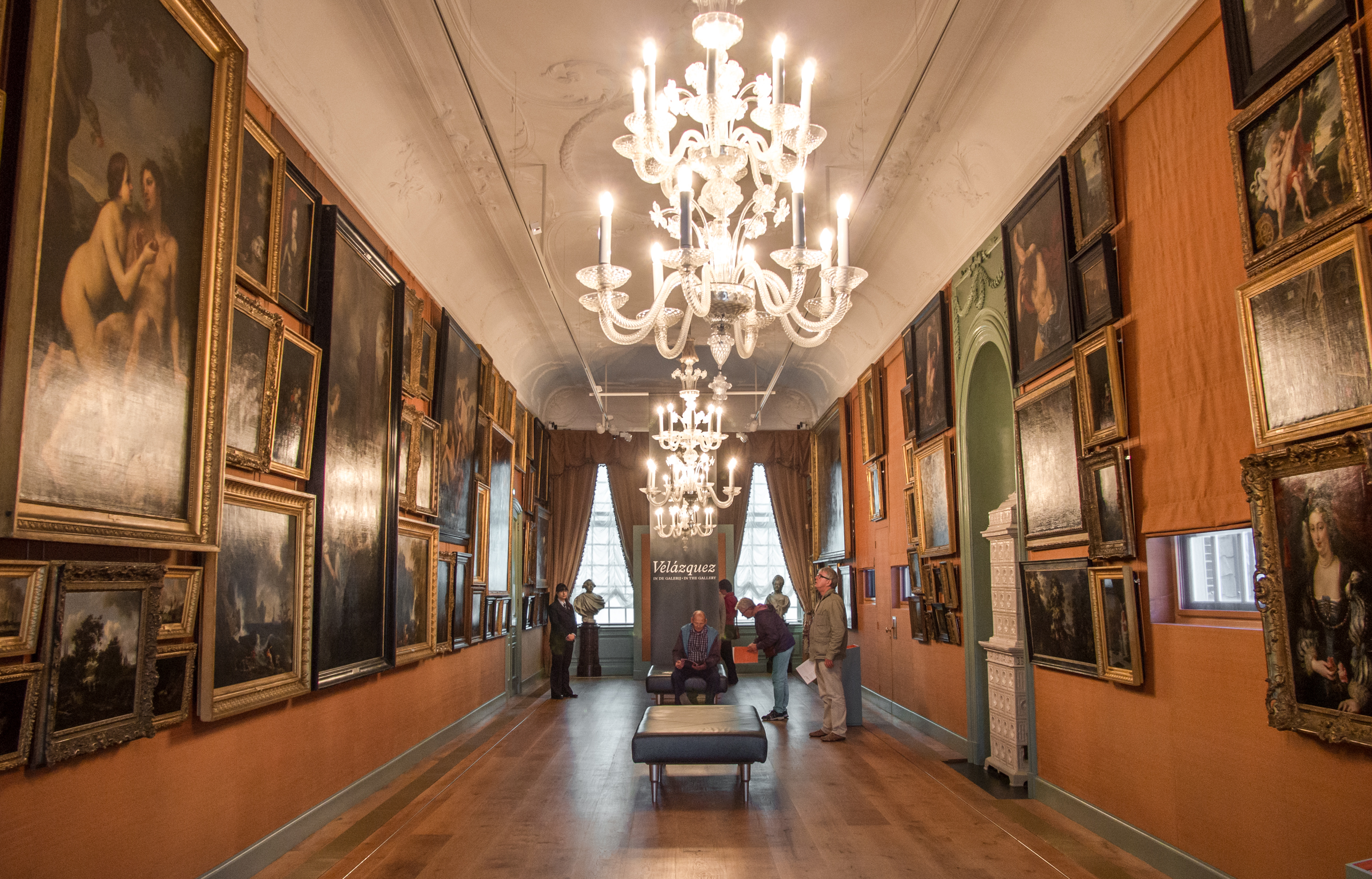
Interior de la sala de la galería
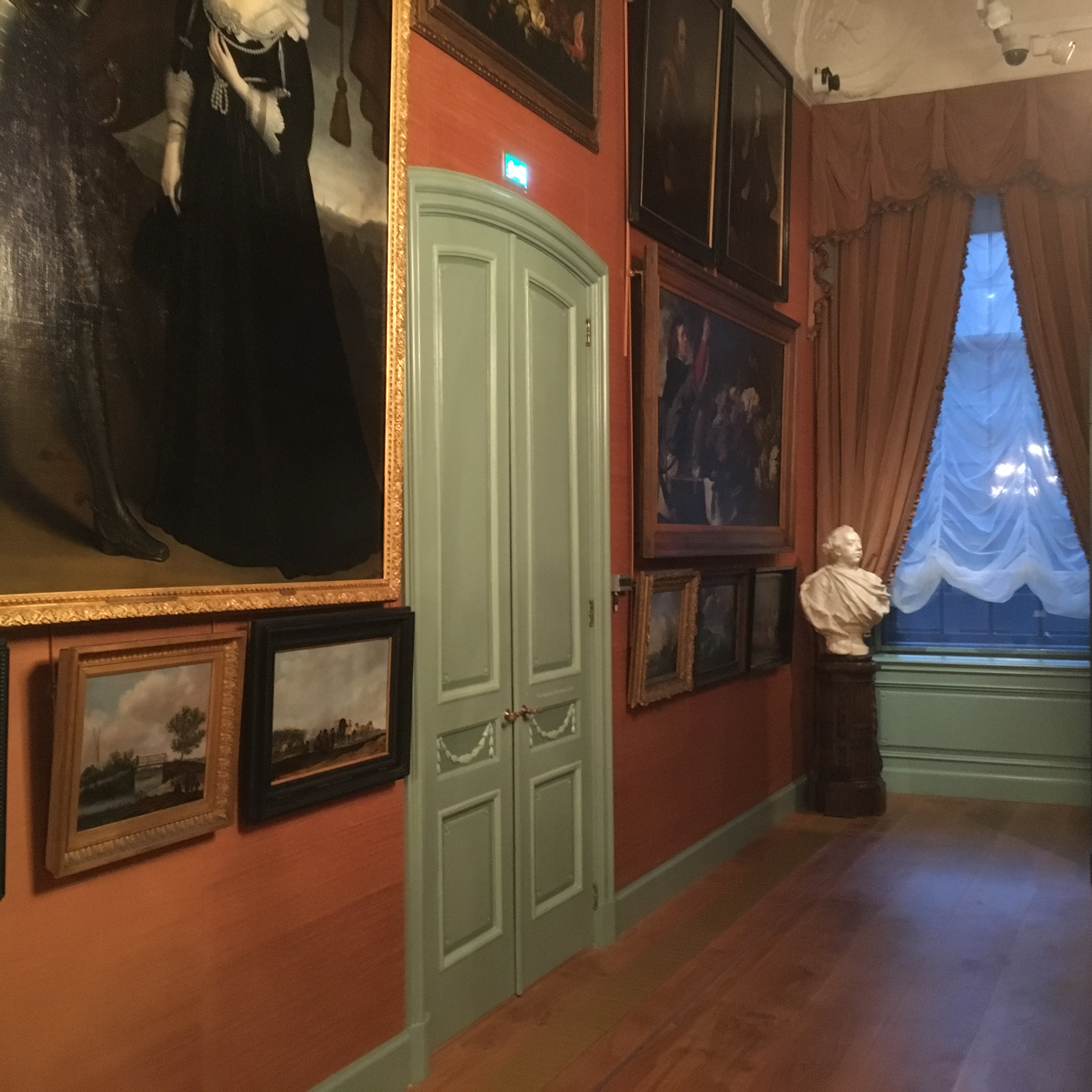
Dentro de la sala de la galería, con busto de Guillermo V, Príncipe de Orange